# Гайдаш Олександр Миколайович
Олександр Миколайович Гайдаш (* 7 серпня 1967, Маріуполь, Донецької області — радянський і український футболіст та тренер. Виступав за збірну України. Майстер спорту СРСР — 1987 рік.
Один з найрезультативніших нападників за всі чемпіонати України — 96 голів (4-й показник в історії чемпіонатів України).
Увійшов до символічної збірної Таврії (Сімферополь) третього десятиріччя.

## Спортивна біографія
Вихованець ДЮСШ (дитячо-юнацької спортивної школи) у місті Маріуполь Донецької області. Перший тренер — Петро Шульман. Потім перебував у дублі: Шахтаря (Донецьк), армійських клубів Києва та Москви.
Народився у місті Маріуполь Донецької області. Після закінчення місцевої ДЮСШ, він потрапив у маріупольський «Новатор» — команду другої ліги чемпіонату СРСР, куди футболіста запросили у 1984 році.
На одному з турнірів міжсезоння потрапив на «олівець» тренерському корпусу донецьких гірників, де потім грав переважно за дубль. У 1987 році він проходив військову службу у армійських командах СКА (Київ) та ЦСКА (Москва). Повернувшись до Маріуполя, він пограв всього рік у місцевому «Новаторі». У 1989 році його запросили у «Таврію» (Сімферополь), в якій він на довгі роки стане лідером команди та її капітаном. В лавах «Таврії» є найкращим бомбардиром чемпіонатів України в елітному дивізіоні — забив 85 м'ячів.
Після анексії Криму Російською Федерацією прийняв російське громадянство. У 2014 році став генеральним директором сімферопольського ТСК.

## Досягнення
- Фіналіст Кубка першої ліги чемпіонату СРСР: 1990 року.
- Найкращий бомбардир «Таврії» (Сімферополь) в чемпіонатах України вищої ліги: 85 голів.
- Другий бомбардир «Таврії» (Сімферополь) в чемпіонатах за історію клубу — 148 голів.
- Тричі ставав найкращим бомбардиром сезону в команді: 1997, 1998, 2003 років.
- За версією Всеукраїнського інтернет-порталу Football.ua, четвертий футболіст Таврії (Сімферополь), за її історію.
- Член Клубу бомбардирів Олега Блохіна — 114 голів.